# چیپساید
|                                                                        |  |  |
| چیپساید در ۱۹۰۹ (راست) و در ۲۰۰۵ (چپ). پشت‌زمینه کلیسای سنت ماری-له-بو. |  |  |

چیپساید (انگلیسی: Cheapside) یک خیابان قدیمی در شهر لندن، انگلستان است.
این خیابان که در سیتی لندن قرار دارد از سمت شرق توسط خیابان پولتری به تقاطع بانک و از سمت غرب به خیابان سنت مارتینز له گرند محدود می‌شود. ایستگاه متروی سنت پائول در غرب این خیابان، ایستگاه بانک در شرق، کلیسای جامع سنت پل در جنوب و کلیسای سنت ماری-له-بو در سمت شمالی خیابان چیپساید قرار دارد.

## نگارخانه

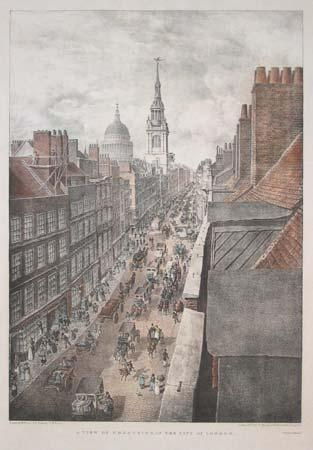
۱۸۲۳
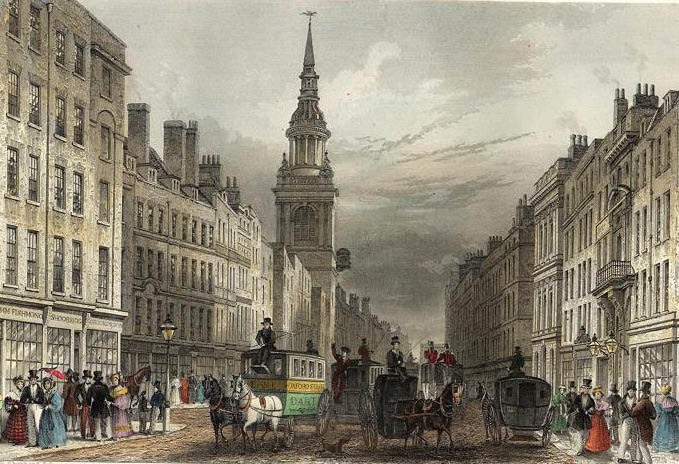
۱۸۳۷
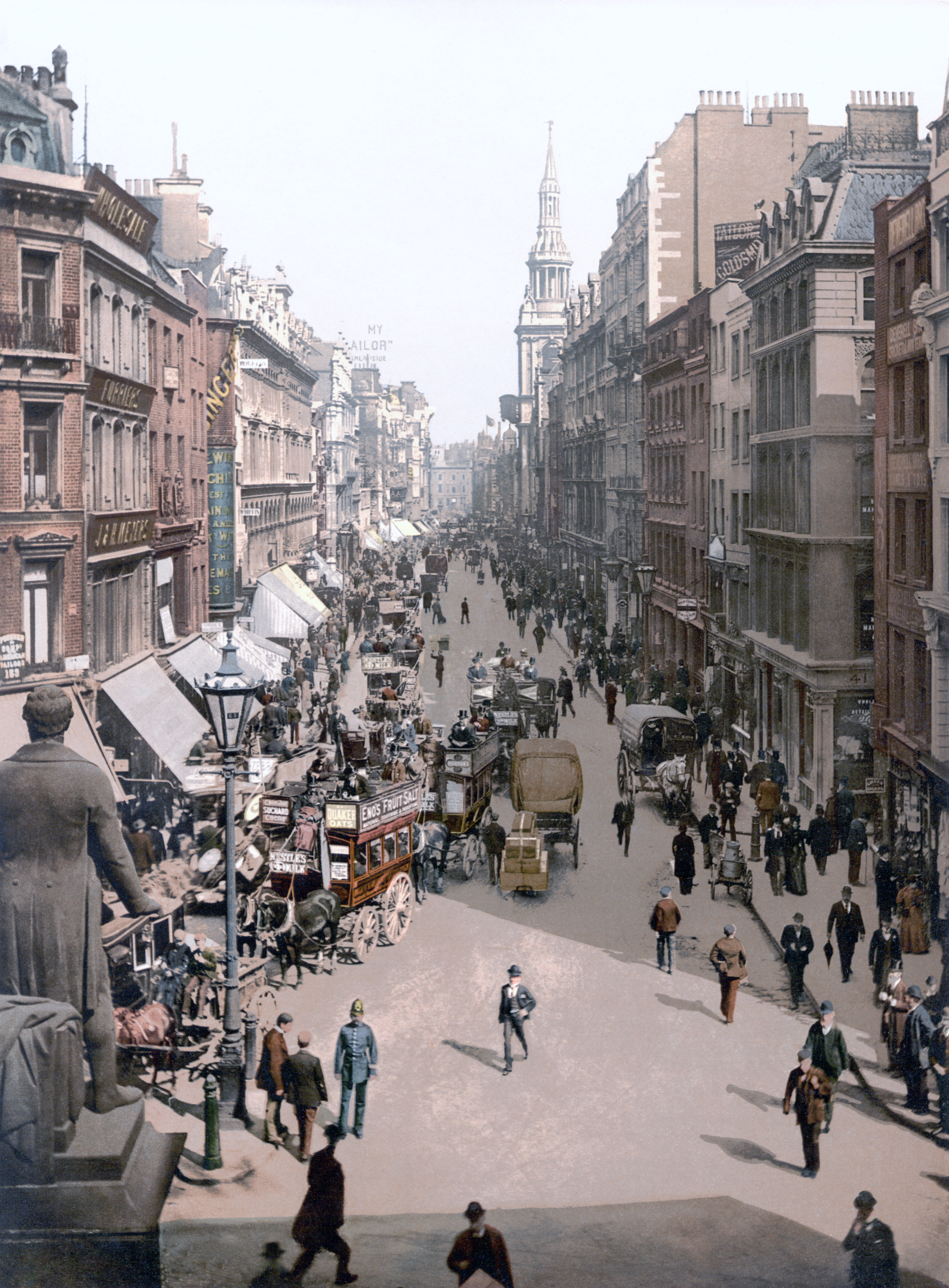
۱۸۹۰-۱۹۰۰
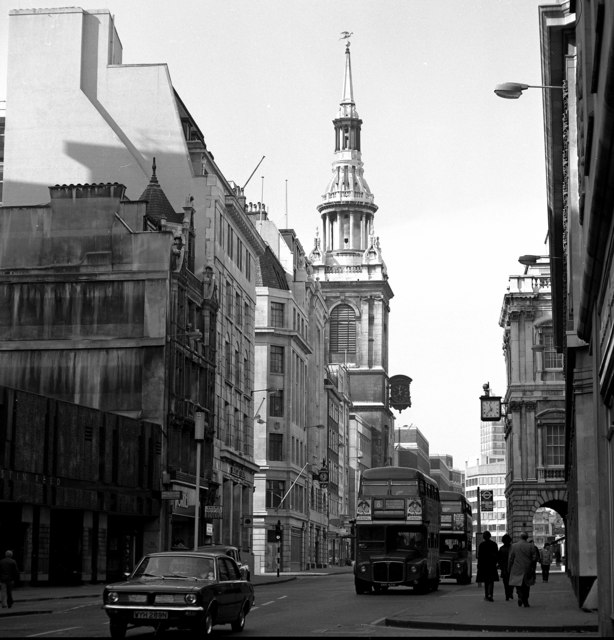
۱۹۷۹
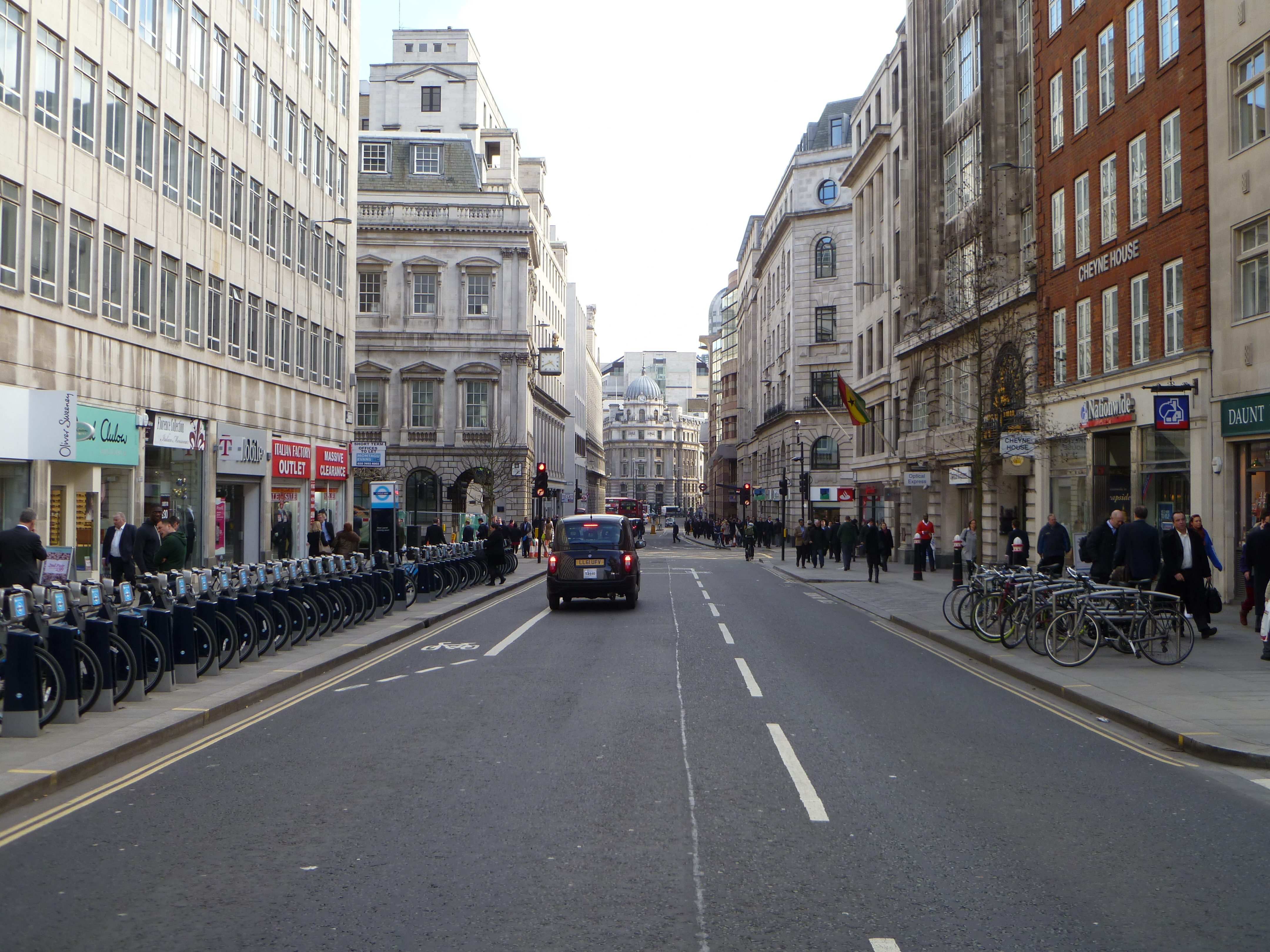
۲۰۱۲